# Microsporidium
Microsporidium es un género de hongos microsporidios que es patógeno para humanos y otros animales. Es un parásito intracelular que requiere de las células animales para su reproducción y así poder distribuir sus esporas. Se han descrito alrededor de 118 especies.
Causa la microsporidiosis, una enfermedad que afecta principalmente a niños y pacientes con inmunodeficiencia, que produce vómitos y diarreas que pueden llegar a ser crónicas. Microsporidium se transmite por el consumo de aguas contaminadas, inhalación de esporas, el contacto con enfermos y animales enfermos. Inclusive se ha detectado la presencia de Microsporidium en aguas potables y estanques de hospitales.

## Especies
Se han descrito las siguientes especies:
- Microsporidium acanthocephali
- Microsporidium acutum
- Microsporidium aedis
- Microsporidium aedium
- Microsporidium africanum
- Microsporidium anoeti
- Microsporidium aplysiae
- Microsporidium argyrogrammi
- Microsporidium arthuri
- Microsporidium asperospora
- Microsporidium asplanchnae
- Microsporidium balantidii
- Microsporidium bengalis
- Microsporidium bombycis
- Microsporidium brevirostris
- Microsporidium buyukmihcii
- Microsporidium caeruleosticti
- Microsporidium calopterygis
- Microsporidium canariensis
- Microsporidium cardiformis
- Microsporidium cerebralis
- Microsporidium cernosvitovi
- Microsporidium ceylonensis
- Microsporidium chaetogastris
- Microsporidium chapmani
- Microsporidium chironomi
- Microsporidium chironomi
- Microsporidium chloroscombri
- Microsporidium cladocera
- Microsporidium cotti
- Microsporidium cyclopis
- Microsporidium cyclops
- Microsporidium debaisieuxi
- Microsporidium distomi
- Microsporidium echinostomi
- Microsporidium elongatum
- Microsporidium enchytreidorum
- Microsporidium ephemerae
- Microsporidium epithelialis
- Microsporidium eriogastri
- Microsporidium eucyclopis
- Microsporidium fimbriatum
- Microsporidium fluviatilis
- Microsporidium francottei
- Microsporidium ghigii
- Microsporidium girardini
- Microsporidium giraudi
- Microsporidium goeldichironomi
- Microsporidium habrodesmi
- Microsporidium haematobium
- Microsporidium holopedii
- Microsporidium hyphantriae
- Microsporidium incurvatum
- Microsporidium incurvatum
- Microsporidium itiiti
- Microsporidium ixodis
- Microsporidium kosewiense
- Microsporidium laverani
- Microsporidium legeri
- Microsporidium leptophlebiae
- Microsporidium lesiodermi
- Microsporidium leydigii
- Microsporidium longifilum
- Microsporidium lotaensis
- Microsporidium lunatum
- Microsporidium magnum
- Microsporidium maroccani
- Microsporidium mesnili
- Microsporidium micrococcus
- Microsporidium milleri
- Microsporidium moniezi
- Microsporidium mrazeki
- Microsporidium mutabilis
- Microsporidium necatrix
- Microsporidium niphargi
- Microsporidium novacastriense
- Microsporidium obtusa
- Microsporidium obtusum
- Microsporidium oligochaetae
- Microsporidium orthocladii
- Microsporidium ovatum
- Microsporidium ovoideum
- Microsporidium pagri
- Microsporidium peponoides
- Microsporidium phytoseiuli
- Microsporidium pimphales
- Microsporidium polyedricum
- Microsporidium polygonum
- Microsporidium polysporum
- Microsporidium propinqui
- Microsporidium pseudotumefaciens
- Microsporidium rapua
- Microsporidium rhabdophilia
- Microsporidium rhabdophilum
- Microsporidium rhionicae
- Microsporidium rubstovi
- Microsporidium sauridae
- Microsporidium schaefernai
- Microsporidium schmeilii
- Microsporidium schuetzi
- Microsporidium sciaenae
- Microsporidium scolyti
- Microsporidium simiae
- Microsporidium simulii
- Microsporidium sitophili
- Microsporidium slavinae
- Microsporidium spelotremae
- Microsporidium stagnalis
- Microsporidium stempelli
- Microsporidium tabani
- Microsporidium takedai
- Microsporidium termitis
- Microsporidium thomsoni
- Microsporidium tritoni
- Microsporidium tuzetae
- Microsporidium valamugili
- Microsporidium virgulum
- Microsporidium weiseri